# The Lorelei Signal
"The Lorelei Signal" és el quart episodi de la primera temporada de la sèrie de televisió animada de ciència-ficció estatunidenca Star Trek. Es va emetre per primera vegada en la programació de l'NBC el dissabte al matí el 29 de setembre de 1973 i va ser escrit per Margaret Armen, autora de tres episodis de la sèrie original.
Ambientada en el segle XXIII, la sèrie segueix les aventures del capità James T. Kirk (amb la veu de William Shatner) i la tripulació de la nau estel·lar de la Federació Enterprise. En aquest episodi, la tinent Uhura (amb la veu de Nichelle Nichols), la infermera Chapel (amb la veu de Majel Barrett) i les dones de l’Enterprise han de fer-se càrrec de la nau per la incapacitat dels oficials superiors masculins i rescatar el capità Kirk i el seu grup de desembarcament en un món alienígena.

## Argument
La nau estel·lar de la Federació Enterprise investiga un sector de l'espai on les naus estel·lars han anat desapareixent cada 27.346 anys. Un senyal musical convincent atrau l'Enterprise a un planeta remot del sistema Taurean. La música ataca els homes de l'Enterprise, afectant el seu judici i fent que experimentin al·lucinacions eufòriques. El capità Kirk, el primer oficial Spock, el cap mèdic oficial Leonard McCoy, i el tinent Carver baixen a la font dels senyals. Els habitants són una raça de dones boniques que volen celebrar la seva arribada. Mentre es dediquen a l'entreteniment que ofereixen les dones, es troben en un estat letàrgic i envelleixen ràpidament. Les diademes tancades al front transmeten la seva força vital a les dones, que creixen en força.
A bord de l'Enterprise, l'oficial de comunicacions Nyota Uhura parla amb Christine Chapel sobre l'estat dels homes i conclou que ha d'assumir el comandament a causa de l'estat eufòric de l'enginyer en cap Scott.
Kirk i el seu grup reuneixen prou forces per escapar a un jardí ampli i amagar-se dins d'una urna alta. S'adonen que el ritme de la seva pèrdua de força es correlaciona amb la proximitat de les dones. Spock, que no ha envellit tant a causa de la llarga longevitat dels vulcanians, accepta tornar enrere per recuperar els seus comunicadors; li diu a Uhura que enviï un grup de rescat de dones.
La Uhura baixa amb Chapel i una força de seguretat femenina. Quan les dones natives intenten obligar-les a marxar, les atorden amb els seus fasers. Quan Uhura amenaça de destruir el seu temple, les dones taureanes expliquen com van arribar a estar en la seva situació actual; quan la seva gent es va establir al planeta, el planeta les va debilitar i les dones només van poder sobreviure drenant l'energia restant dels homes, causant-ne la mort. Les dones ara són immortals i no envelleixen, però no es poden reproduir, i cada 27 anys han d'atreure els mascles i drenar les seves forces vitals per mantenir-se amb vida. A instàncies d'Uhura, les dones taureanes les ajuden a localitzar el grup d'aterratge masculí, que s'està ofegant a l'urna a causa d'una tempesta de pluja. El grup de desembarcament femení els allibera utilitzant els seus fasers.
El procés d'envelliment s'atura amb la retirada de les diademes, però no troben un tractament per recuperar la seva edat original. Spock té la idea d'utilitzar els seus patrons de transportadors originals de quan van baixar per primera vegada.
Uhura torna al planeta i és testimoni de la líder taureana, Theela, destruint l'aparell que havia estat atraient naus estel·lars, afirmant que Uhura hauria de dir-li a Kirk que va mantenir la seva part del tracte. L'Uhura els informa que tornarà un vaixell de dones per portar-les a un món habitable i que els cossos de les dones haurien de tornar a la normalitat en pocs mesos. Theela està contenta, preferint una vida plenament viscuda a una immortalitat estàtica.

## Producció
A més del seu paper normal com a infermera Chapel, Majel Barrett proporciona la veu de Theela, la cap de les dones taureanes, Nichelle Nichols també proporciona la veu de l'oficial de seguretat tinent Davisoni la de Uhura, i James Doohan afegeix la veu del tinent Carver al seu paper habitual d'Enginyer en cap Scott. (Doohan també canta part d'una antiga cançó popular gal·lesa, "Yr Hufen Melyn" ("El caramel groc") mentre es veu l' "Enterprise" a la deriva pel planeta, en un segment que dura més de mig minut.)
El coproductor Lou Scheimer va explicar que durant la taula de lectura de l'episodi, "Nichelle [Nichols] va dir alegrement: "Què estàs fent broma? De fet, puc dirigir l'"Enterprise"? De debò? Va trencar tota l'habitació." Aquesta és una de les tres vegades que una dona comanda l' Enterprise, les altres dues estan a "La gàbia" per Número U, i "Intrús a bord" per la Dra. Janice Lester.

## Recepció
Den of Geek va enumerar "The Lorelei Signal" com un dels 25 episodis principals d'una agrupació de TOS i TAS junts. The Hollywood Reporter va qualificar "The Lorelei Signal" com el 91è millor episodi de tots els episodis d'Star Trek, abans de Star Trek: Discovery.. SyFy va assenyalar que aquest episodi té la tercera millor escena d'Uhura a Star Trek. Una guia de marató de sèries de Star Trek per Den of Geek va recomanar aquest episodi com a part del " fundacions del grup Star Trek".